# Mi destino fue quererte
«Mi destino fue quererte» es una canción ranchera escrita por el compositor mexicano Felipe Valdés Leal en 1940.

## Grabaciones
Es uno de los grandes éxitos de la cantante mexicana Flor Silvestre.
Flor Silvestre la grabó en 1964 con una armónica y la guitarra de Chamín Correa para Discos Musart. La grabación forma parte del álbum La sentimental Flor Silvestre. Al año siguiente, la cantó en la película Juan Colorado (estrenada en 1966).
En 1989, volvió a grabar la canción con la Banda La Costeña de Ramón López Alvarado para su álbum 15 éxitos con banda, vol. 1.

Hay una canción que siempre me piden que la cante y es mi canción consentida. Es una canción que yo oía allá en mi tierra. Yo soy de un pueblito que se llama Salamanca, en el estado de Guanajuato, allá en México. Yo la escuchaba cuando estaba allá viviendo todavía, y se me hacía como muy tristona, como que sentía nostalgia al escucharla, y yo pensaba: «Algún día, yo voy a grabar esta canción, y voy a hacer películas, y voy a hacer discos».
Flor Silvestre hablando de «Mi destino fue quererte» en un concierto en Bogotá, Colombia, en 1992.